# Diego Oliveira
Diego Oliveira (ur. 22 czerwca 1990 w Kurytybie) – brazylijski piłkarz występujący na pozycji napastnika.

## Kariera piłkarska
Od 2010 roku występował w Noroeste, Suwon Samsung Bluewings, EC Bahia, Osasco Audax, Boa Esporte, Linense, Ponte Preta i Kashiwa Reysol.